# Szaúd-Arábia címere
Szaúd-Arábia címere két egymást keresztező, ívelt, fehér pengéjű, aranysárga markolatú szablyát, valamint felettük egy zöld pálmafát ábrázol. A két kard az ország történetében fontos szerepet betöltő Szaúd- és Vahháb-házat, illetve az igazságot és az erőt jelképezi, míg a pálma a növekedést és a frissességet.